# العلاقات التركية المالطية
العلاقات التركية المالطية هي العلاقات الثنائية التي تجمع بين تركيا ومالطا.

## مقارنة بين البلدين
هذه مقارنة عامة ومرجعية للدولتين:
| وجه المقارنة                                              | تركيا         | مالطا                                                     |
| --------------------------------------------------------- | ------------- | --------------------------------------------------------- |
| المساحة (كم2)                                             | 783.56 ألف    | 316                                                       |
| عدد السكان (نسمة)                                         | 80.14 مليون   | 465.29 ألف                                                |
| الكثافة السكانية (ن./كم²)                                 | 102.28        | 147.24 ألف                                                |
| العاصمة                                                   | أنقرة         | فاليتا                                                    |
| اللغة الرسمية                                             | اللغة التركية | اللغة المالطية، لغة إنجليزية                              |
| العملة                                                    | ليرة تركية    | يورو، ليرة مالطية                                         |
| الناتج المحلي الإجمالي (بليون دولار)                      | 851.10 مليار  | 12.54 مليار                                               |
| الناتج المحلي الإجمالي (تعادل القوة الشرائية) بليون دولار | 1.57 تريليون  | 14.68 مليار                                               |
| الناتج المحلي الإجمالي الاسمي للفرد دولار أمريكي          | 9.12 ألف      | 22.60 ألف                                                 |
| الناتج المحلي الإجمالي للفرد دولار أمريكي                 | 19.79 ألف     |                                                           |
| مؤشر التنمية البشرية                                      | 0.761         | 0.839                                                     |
| رمز المكالمات الدولي                                      | +90           | +356                                                      |
| رمز الإنترنت                                              | .tr           | .mt                                                       |
| المنطقة الزمنية                                           | ت ع م+03:00   | توقيت وسط أوروبا، ت ع م+01:00، ت ع م+02:00، أوروبا/مالطا ‏ |

## مدن متوأمة
في ما يلي قائمة باتفاقيات التوأمة بين مدن تركية ومالطية:
- ترتبط تشيشمي مع الشلندي [الإنجليزية]‏ باتفاقية توأمة.

## منظمات دولية مشتركة
يشترك البلدان في عضوية مجموعة من المنظمات الدولية، منها:
| علم المنظمة | اسم المنظمة                               | تاريخ انضمام تركيا | تاريخ انضمام مالطا |
| ----------- | ----------------------------------------- | ------------------ | ------------------ |
|             | وكالة ضمان الاستثمار متعدد الأطراف        | 3 يونيو 1988       | 12 سبتمبر 1990     |
|             | الأمم المتحدة                             | 24 أكتوبر 1945     | 1 ديسمبر 1964      |
|             | الفريق المعني برصد الأرض                  | ?                  | ?                  |
|             | منظمة حظر الأسلحة الكيميائية              | ?                  | ?                  |
|             | منظمة التجارة العالمية                    | 26 مارس 1995       | ?                  |
|             | منظمة الشرطة الجنائية الدولية             | ?                  | ?                  |
|             | منظمة الأمن والتعاون في أوروبا            | 25 يونيو 1973      | 25 يونيو 1973      |
|             | يونسكو                                    | 4 نوفمبر 1946      | 10 فبراير 1965     |
|             | مجلس أوروبا                               | 9 أغسطس 1949       | ?                  |
|             | الاتحاد البريدي العالمي                   | ?                  | ?                  |
|             | البنك الدولي للإنشاء والتعمير             | 11 مارس 1947       | 26 سبتمبر 1983     |
|             | المنظمة الهيدروغرافية الدولية             | ?                  | ?                  |
|             | الاتحاد الدولي للاتصالات                  | 1866               | 1965               |
|             | مؤسسة التمويل الدولية                     | 19 ديسمبر 1956     | 1 يونيو 2005       |
|             | المنظمة الأوروبية لسلامة الملاحة الجوية   | 1989               | 1989               |
|             | المركز الدولي لتسوية المنازعات الاستشارية | 2 أبريل 1989       | 3 ديسمبر 2003      |
|             | مجموعة أستراليا                           | 2000               | 2004               |
|             | مجموعة الموردين النوويين                  | ?                  | ?                  |

## وصلات خارجية
- موقع وزارة الخارجية التركية
- موقع وزارة الخارجية المالطية